# Kim Kyung-ae
Kim Kyung-ae (* 5. März 1988) ist eine südkoreanische Speerwerferin.

## Sportliche Laufbahn
Erste internationale Erfahrungen sammelte Kim Kyung-ae bei den Jugendweltmeisterschaften 2005 in Marakesch, bei denen sie mit 46,66 m im Finale den achten Platz belegte. Im Jahr darauf wurde sie bei den Juniorenweltmeisterschaften in Peking mit 51,73 m Neunte. 2007 gewann sie bei den Asienmeisterschaften in Amman mit 53,01 m die Silbermedaille hinter der Thailänderin Buoban Pamang. Anschließend nahm sie an der Sommer-Universiade in Bangkok teil und erreichte dort mit einem Wurf auf 52,79 m Rang neun. 2008 qualifizierte sie sich für die Olympischen Spiele in Peking, bei denen sie mit 53,13 m in der ersten Runde ausschied. 2009 nahm sie erneut an den Studentenweltspielen in Belgrad teil und belegte dort mit 54,90 m erneut den neunten Platz. Ende November gewann sie bei den Asienmeisterschaften in Guangzhou mit 53,84 m die Bronzemedaille. 
2010 erfolgte ihre erste Teilnahme an den Asienspielen ebendort und kam dort mit einem Wurf auf 56,84 m auf Rang vier. Bei den Asienmeisterschaften in Kōbe wurde sie mit 49,96 m Sechste und schied anschließend bei den Weltmeisterschaften im heimischen Daegu mit 54,96 m in der Qualifikation aus. Drei Jahre später erreichte sie bei den 2018 belegte sie bei den Asienspielen in Incheon mit 56,07 m Platz sechs. 2015 wurde sie bei den Asienmeisterschaften in Wuhan mit 48,74 m Siebte, wie auch zwei Jahre später bei den Asienmeisterschaften im indischen Bhubaneswar mit 53,68 m. Bei ihren dritten Asienspielen 2018 in Jakarta gewann sie mit 56,74 m die Bronzemedaille hinter den beiden Chinesinnen Liu Shiying und Lü Huihui. Im Jahr darauf belegte sie bei den Asienmeisterschaften in Doha mit einem Wurf auf 54,73 m den sechsten Platz.
2007, 2009 und 2010, 2012 und 2013 sowie 2015 und 2016 wie auch 2018 wurde Kim südkoreanische Meisterin im Speerwurf. Sie absolvierte ein Studium an der Korea National Sport University.